# Das Liebesbarometer
Das Liebesbarometer ist ein mittellanges deutsches Stummfilmlustspiel aus dem Jahr 1914 von Franz Hofer mit Dorrit Weixler und Franz Schwaiger in den Hauptrollen.

## Handlung
Die junge Lo ist ein rechter Wildfang mit reichlich Flausen im Kopf und soll nach dem väterlichen Willen einen schmucken Mann heiraten. Doch die Kleine ist kaum zu bändigen und verweigert sich standhaft allen Verehrern. Da kommt eines Tages ein fescher, junger Leutnant daher, der die jüngste Tochter, des Vaters Sorgenkind, im Sturm erobert. Bald zeigt das Liebesbarometer ein andauerndes Hoch an. Aus dem widerspenstigen Trotzkopf wird schließlich eine zauberhafte, junge Dame, die schließlich ganz freiwillig in die Arme ihres „Eroberers“ niedersinkt und sich nach allerlei Irrungen und Wirrungen gern vor den Traualtar führen lässt.

## Produktionsnotizen
Das Liebesbarometer entstand zum Jahresanfang 1914 im Luna-Film-Atelier in Berlins Friedrichstraße 224. Der dreiaktige Film passierte am 13. März 1914 die Filmzensur und war zu diesem Zeitpunkt 1082 Meter lang. Die Uraufführung fand am 17. April 1914 statt. Bei der Neuzensur am 6. September 1921 wurde das nunmehr vieraktige Lustspiel auf 845 herunter gekürzt. Ein Jugendverbot wurde erlassen.
Die Bauten stammen von Fritz Kraencke, der Film wurde viragiert.
Wie bei zahlreichen anderen Inszenierungen Franz Hofers der Jahre 1913/14, darunter Das rosa Pantöffelchen, Fräulein Piccolo und Deutsche Helden, führte der Saarbrücker auch hier Weixler und Schwaiger als romantisches Filmpaar zusammen.

## Kritik
„Dorrit Weixler lebt noch in aller Erinnerung, ihre Bilder beherrschen noch die Programme der Gegenwart: Dorrit Weixler ist nicht tot. Wie das sprudelt und tollt vor Übermut, wie sie in ihrer “Bockigkeit” sich zähmen läßt, um dann mit bezaubernder Anmut in die Arme ihres Bändigers zu sinken, das alles sind persönliche Eigenheiten der Künstlerin, die in ihrer Art unübertrefflich war. Insbesondere unter der Regie Franz Hofers gab sie stets ihr Bestes, so daß dieser Film sicher ein Gewinn zu nennen ist.“